# Scheggerott
Scheggerott (tiếng Đan Mạch: Skæggerød) là một đô thị thuộc huyện Schleswig-Flensburg, bang Schleswig-Holstein, Đức.